# Збройні сили Лівії
Збройні сили Лівії — національні збройні сили Лівії, які складаються з сухопутних військ, повітряних сил та військово-морських сил. Вони були утворені урядом Лівії після першої громадянської війни у Лівії, після того як попередні національні збройні сили зазнали поразки під час повстання та були розпущені.